# Castello di Madrid
Il castello di Madrid, conosciuto come Château de Madrid (inizialmente chiamato Château de Boulogne), era una residenza reale costruita nel Bois de Boulogne della città di Neuilly-sur-Seine. Costruito a partire dal 1528 per volere del re Francesco I di Francia e completato intorno al 1552 da Enrico II. Venne completamente demolito alla fine del XVIII secolo.